# Вена (коммуна)
Вена́ (фр. Venas) — коммуна во Франции, находится в регионе Овернь. Департамент коммуны — Алье. Входит в состав кантона Эриссон. Округ коммуны — Монлюсон.
Код INSEE коммуны — 03303.

## Население
Население коммуны на 2008 год составляло 233 человека.
| 1962 | 1968 | 1975 | 1982 | 1990 | 1999 | 2008 |
| ---- | ---- | ---- | ---- | ---- | ---- | ---- |
| 233  | 298  | 285  | 269  | 247  | 242  | 233  |

## Экономика
В 2007 году среди 140 человек в трудоспособном возрасте (15—64 лет) 105 были экономически активными, 35 — неактивными (показатель активности — 75,0 %, в 1999 году было 72,7 %). Из 105 активных работали 97 человек (57 мужчин и 40 женщин), безработных было 8 (2 мужчин и 6 женщин). Среди 35 неактивных 9 человек были учениками или студентами, 18 — пенсионерами, 8 были неактивными по другим причинам.

## Достопримечательности
- Церковь Сен-Поль (XII—XIII века)
- Замок Вена (XV век)